# Марцел (брат на Юстин II)
Вижте пояснителната страница за други личности с името Марцел.
Марцел (Marcellus; гръцки: Μάρκελλος) e брат на византийския император Юстин II (упр. 565 – 578) и генерал при чичо си Юстиниан I (упр. 527 – 565).
Марцел е син на Дулцидий/Дулцисим (Dulcidius/Dulcissimus) и Вигиланция, сестра на император Юстиниан I.  Брат е на Юстин II и Прайекта (Praejecta).
Жени се за Юлиана, дъщеря на Флавий Анастасий Павел Проб Мошиан Проб Магн (консул 518 г.) и роднина на император Анастасий I
(упр. 491 – 518).
През 544 г. Марцел става генерал и участва във войната против персийските сасаниди в Лазика в Грузия (541 – 562).
През 562 г. е изпратен от Юстиниан I да се бие против българите, навлезли в Тракия до Константинопол.
През 565 г. е patricius и играе важна роля заедно със зета Бадуарий (произлизащ от Малка Скития и съпруг на Арабия, дъщерята на Юстин II).
Умира вероятно 582/583 г.